# Geheimakte 2: Puritas Cordis
Geheimakte 2: Puritas Cordis ist ein in Deutschland entwickeltes Point-and-Click-Adventure von Animation Arts, im Vertrieb von Koch Media/Deep Silver. Ausgezeichnet wurde es mit dem AreaGames Award 2008 in der Rubrik Bestes Adventure. Es schließt inhaltlich an den Vorgänger Geheimakte Tunguska aus dem Jahr 2006 an.

## Handlung
Seit den Geschehnissen des ersten Teils ist einige Zeit ins Land gegangen. Inzwischen ist es rund um den Globus zu verheerenden Ereignissen gekommen: Krankheiten in Afrika, Erdbeben und Vulkanausbrüche in Asien sowie Finanzkrisen und Unruhen in Südamerika. Auch in der Beziehung von Nina Kalenkow und Max Gruber kam es zu Unstimmigkeiten, die inzwischen zum Bruch der Beziehung geführt haben. Während Max versucht, bei einer Expedition in Südostasien den Kopf wieder freizubekommen, startet Nina in Hamburg zu einer Kreuzfahrt. Doch ohne es über den jeweils anderen zu ahnen geraten beide in gefährliche Situationen.
Nina wird bereits im Hafen von einem augenscheinlich Verfolgten gerempelt, was sie später zum Ziel unbekannter Personen macht. Während der Kreuzfahrt wird sie mehrfach angegriffen, ehe das Schiff einer Flutwelle zum Opfer fällt. Nachdem sie der gefährlichen Situation gemeinsam mit dem Berliner Priester und Sektenexperten David Korell entkommen ist, stöbern beide in Frankreich Hinweise zu den Angreifern auf: es sind Mitglieder der europaweit agierenden Sekte Puritas Cordis, deren Aktionen offenbar verborgen bleiben sollen.
Gleichzeitig erforscht Max in Indonesien mit seiner ehemaligen Studienkameradin Sam einen Tempel, als die Gruppe angegriffen wird. Max überlebt und kann Sam aus der Gewalt der Attentäter befreien. Darüber hinaus findet er im Tempel Hinweise auf Puritas Cordis, die hier künstlich einen Vulkanausbruch auslösen. Bei der Flucht fällt er den Sektenjägern in die Hände.
Im Laufe der Handlung wird auch Nina gefangen genommen und gemeinsam mit Max in das Hauptquartier von Puritas Cordis verschleppt. Hier enthüllt Sektenführer Pat Shelton dem Duo seinen Plan: er plant eine künstliche Umweltkatastrophe, um die Führerelite der Welt auszulöschen und im Namen von Puritas Cordis einen Gottesstaat auszurufen.
Nina und Max können der Gefangenschaft allerdings entkommen und die Sekte mitsamt ihrem Hauptquartier vernichten. Beide fangen eine neue Beziehung an.

## Technik und Steuerung
Das Spiel wird komplett mit der Maus gespielt. Der Spielbildschirm besteht aus einer Handlungsoberfläche, welche oben von einem schwarzen und unten von einem grauen Leder-gemusterten Balken mit Goldkante eingerahmt wird.
Im oberen schwarzen Balken werden alle Gegenstände und Personen, mit denen eine Interaktion möglich ist, in Wortlaut und mit Namen bezeichnet. Der untere Balken zeigt im linken bis mittleren Bereich sämtliche im Inventar befindlichen Gegenstände als Piktogramme, durch welche man sich mittels seitlicher Pfeilsymbole klicken kann. Zudem sind im rechten Bereich des unteren Balkens drei zusätzliche Buttons angebracht: ein Computer, eine Lupe und ein Buch. Durch Anklicken des Computers gelangt man in das Hauptmenü. Per Klick auf die Lupe (optional per Leertaste) erhält man kleine Erinnerungs- und Lösungshilfen, welche Gegenstände man auf der Spieloberfläche noch ansehen oder benutzen sollte. Auf diese wird kurz mittels eines Lupensymbols hingewiesen. Diese Hilfestellung ist optional, das heißt, man kann sie auch abschalten, wenn man lieber ohne zusätzliche Tipps spielen will. Durch Klick auf das Buch gelangt man schließlich in Ninas Tagebuch, in dem alles bisher im Spiel Geschehene niedergeschrieben steht. Wenn ein Eintrag in das Buch erfolgt, wird dies durch ein Schreibmaschinengeräusch sowie das Aufleuchten des Buchsymbols in der linken oberen Ecke des Spielbildschirmes dargestellt.
Auf dem Spielbildschirm selbst wird die Spielfigur Nina (zeitweise auch Max) durch Anklicken bestimmter Gegenstände oder Personen sowie unbestimmter Bewegungspunkte hin- und hergeschickt. Als Cursor dient eine stilisierte Maus, die bei interagierbaren Objekten und Subjekten das Aussehen ein wenig verändert. Je nach Gegenstand wird mittels grüner Hervorhebung angezeigt, mit welchen Maustasten welche Aktion möglich ist. Die jeweilig mögliche Aktion wird durch kleine Piktogramme (Auge für Ansehen, Hand für Aufnehmen, …) dargestellt. Wie auf der Oberfläche sind auch im Inventar Interaktionen mit Gegenständen untereinander möglich. Hierbei erkennt man bereits am Zustand des Mauszeigers, ob eine Aktion möglich ist oder nicht. Unnötiges Anklicken entfällt. Dialoge und Zwischensequenzen lassen sich per rechter Maustaste abbrechen, der Mauszeiger symbolisiert dies durch ein Vorspulen-Symbol.
In technischer Hinsicht wird sowohl eine 16:9- als auch eine 4:3-Bildausgabe unterstützt, allerdings wird bei der Breitbild-Variante das Inventar ausgeblendet und wird durch überfahren der Maus hervorgeholt.

## Nachfolger
Der Nachfolger Geheimakte 3 erschien am 31. August 2012 für Windows. Am 18. Oktober 2013 erschien außerdem ein Spin-off mit dem Titel Geheimakte Sam Peters, welches sich um die Journalistin Sam Peters dreht. Geheimakte Sam Peters wurde für den Kindersoftwarepreis TOMMI 2013 nominiert.